# Roger Goeb
Roger Goeb (Cherokee (Iowa), 9 oktober 1914 – Queens, 3 januari 1997) was een Amerikaans componist.

## Levensloop
Goebs muzikale leven begon al in zijn vroege jeugd toen hij allerlei muziekinstrumenten bespeelde. Hij “ging” echter voor het agrarische leven met een studie aan de Universiteit van Wisconsin alwaar hij als Bachelor Science in Agriculture afstudeerde (1936). Vanaf dan ging hij zijn brood verdienen door als muzikant te spelen in allerlei plaatselijke jazzensembles. Hij pakte de studie componeren pas na twee jaar op. Hij ging serieus aan de slag bij Nadia Boulanger (seizoen 1938-1939) aan de École Normale de Musique. Vervolgens sloot hij daar een studie aan vast bij Otto Luening, de Universiteit van New York, het Cleveland Institutie en verdiende zijn Masters Degree Muziek in 1942. De Universiteit van Iowa gaf hem zijn PhD nadat zijn Symfonie nr. 2 ten gehore was gebracht. Hij op zijn beurt gaf ook les aan het Bard College, the Juilliard School of Music, de Universiteit van Stanford en verdiende daarbij twee Guggenheim beurzen voor 1950/1951 en 1951/1952. 
Door zijn grote kennis van de diverse instrumenten componeerde Goeb niet vanuit een bepaald instrument, maar direct vanuit een orkestvisie. Zijn componeren werd geblokkeerd door de ziekte Multiple sclerose van zijn vrouw (en later ook zijn zoon). Vanaf 1964 tot 1974 verscheen er geen nieuw werk van hem. In 1986 hield hij op met componeren. 
Goeb liet een in Europa grotendeels onbekend oeuvre na. In de Verenigde Staten is hij bekender; Leopold Stokowski gaf de eerste uitvoering van Goebs Symfonie nr. 3 met zijn CBC Orkest op 28 oktober 1952; het werk verscheen vlak daarna op langspeelplaat bij RCA Victor. Verdere opnamen waren ook voor de Amerikaanse markt bestemd.

## Oeuvre

### Orkest

#### Symfonieën
- Symfonie nr. 1 (1941, teruggetrokken)
- Symfonie nr. 2 (1945)
- Symfonie nr. 3 (1950)
- Symfonie nr. 4 (1955)
- Symfonie nr. 5 (1981)
- Symfonie nr. 6 (1987)
- Sinfonia nr. 1, voor orkest (1957)
- Sinfonia nr. 2, voor orkest (1962)

#### Soloconcerten
- Concertant nr. 1, voor dwarsfluit, hobo (of  althobo of klarinet), strijkorkest of piano (1948)
- Concertant nr. 2, voor fagot (of cello) en strijkorkest (of strijkkwartet) (1950)
- Concertant nr. 3, voor altviool en blaasorkest (of blaasensemble of piano) (1951)
- Concertant nr. 4, voor klarinet, piano, percussie, en strijkorkest (of klarinet en strijkkwartet, of klarinet en piano) (1951)
- Concertant nr. 5, voor orkest
- Concertino nr. 1, voor orkest (1949)
- Concertino nr. 2, voor orkest (1959)
- Concertino (Quintet) voor trombone en strijkinstrumenten (1952)
- Fantasy, voor hobo en strijkorkest (1952)
- Vioolconcert, (1953)
- Pianoconcert (1954)
- Fantasy, voor piano en strijkorkest (1955)
- Iowa Concerto, voor kamerorkest (1959)
- Black on White, voor klarinet en strijkorkest of strijkkwartet (1985)

#### Andere
- Prairie Songs, voor klein orkest, of blaaskwintet (1947)
- Romanza, voor strijkorkest (1948)
- American Dances, nrs. 1–5 (1952)
- Encomium, voor band (1958)
- Caprice, voor orkest (1982)
- Divertissement, voor strijkorkest (1982)
- Memorial, voor orkest (1982)
- Fantasia, voor orkest (1983)
- Essay, voororkest (1984)
- Gambol, voor orkest (1984)

### Kamermuziek
- Strijkkwartet nr. 1 (1943, teruggetrokken)
- Strijktrio (1944)
- Strijkkwartet nr. 2 (1948)
- Koperseptet (1949)
- Blaaskwintet nr. 1 (1949)
- Processionals (3), voor orgel, 2 trompetten, 3 trombones (1951)
- Divertimento, voor cello en piano (1951)
- Suite, voor dwarsfluit, hobo (of trompet, of klarinet), en klarinet (of dwarsfluit) (1952)
- Strijkkwartet nr. 3 (1954)
- Pianokwintet (1955)
- Blaaskwintet nr. 2 (1955)
- Sonata, voor viool en piano (1957)
- Running Colors, voor strijkkwartet (1961)
- Hobokwartet (1961)
- Declarations, voor dwarsfluit, hobo, fagot, hoorn, en cello (1961)
- Quintet, voor cello en strijkkwartet (1979)
- Koperkwintet nr. 1 (1980)
- Octet voor klarinet, fagot, hoorn, 2 violen, altviool, cello, en contrabas (1980)
- Strijkkwartet nr. 4 (1980)
- Blaaskwintet nr. 3 (1980)
- Blaaskwintet nr. 4 (1982)
- Dwarsfluitkwintet (1983)
- Hurry, voor dwarsfluit, hobo, klarinet, hoorn, trompet, vibrafoon, altviool, cello, en contrabas (1985)
- Kinematic Trio, voor altviool, cello, en piano (1985)
- Nuances, voor klarinet en altviool (1986)
- Koperkwintet nr. 2 (1987)
- Urbane Duets, voor altviool en cello (1988)
- Winds Playing, voor 4 houtblaasinstrumenten en 6 koperblaasinstrumenten (1988)
- Solar Pairing, Barokdwarsfluit en klavecimbel (1989)

### Solo-instrument
- Fantasy, voor piano (1948)
- Fuga contraria, voor piano (1950)
- Imagery, voor altviool solo (1984)

### Zang
- Phrases from Blake, SSATB koor (1950)
- Etudes, voor SATB koor en koperensemble (1981)
- Vocalises (2), voor sopraan en kamerorkest (1987)

- Bibliothèque nationale de France: cb14989939m (data)
- CiNii: DA14600797
- Gemeinsame Normdatei: 13250491X
- International Standard Name Identifier: 0000 0000 8370 6121
- Library of Congress Control Number: no89005373
- Nationale Bibliotheek van Israël: 987007395669105171
- Nederlandse Thesaurus van Auteursnamen: 331111772
- SNAC: w6ws8vjc
- Virtual International Authority File: 33161455
- WorldCat: E39PBJk8XMdY8QXBHhYDQ4xFKd